# Henry Smith Leiper
Henry Smith Leiper (* 17. September 1891 in Belmar, New Jersey; † 22. Januar 1975 in Heightown) war ein US-amerikanischer Missionar und Kirchenfunktionär.

## Leben
Leiper war der älteste von drei Söhnen des Reverend Joseph McCarrell Leiper, eines presbyterianischen Missionars, und seiner Frau Fannie Heywood (Smith) Leiper († 1895). Der Vater, Sohn schottischer Presbyterianer, arbeitete für den Verlag Dodd Mead, bevor er seinen Beruf aufgab, um sich am Union Theological Seminary ausbilden zu lassen. Die Mutter war eine ehemalige Musiklehrerin und Tochter eines Managing editors der Chicago Tribune, der später nach Massachusetts ging und dort Parlamentsmitglied wurde.
1889 gingen die Eltern als Missionare in das Indianergebiet des heutigen Oklahoma, wo Joseph Leiper zum Pfarrer (minister) ordiniert wurde. Nach dem Tod der Mutter wurde Leiper von verschiedenen Tanten und der mütterlichen Großmutter in Worcester, Massachusetts, aufgezogen. Ab 1905 besuchte Leiper die Vorbereitungsschule des Maryville College in Knoxville, Tennessee. Anschließend verbrachte er drei Jahre an der Blair Hall Academy in New Jersey.
1913 erhielt er einen Bachelor-Abschluss vom Amherst College. Während seiner Studien dort lernte er nebenbei Orgel- und Klavierspiel und schrieb für die Studentenzeitung. Zum Ende seiner Studien entschloss er sich für eine Laufbahn als Missionar. 1915 wurde er zum presbyterianischen Pfarrer ordiniert. Nachdem er 1917 einen Master-Abschluss in Philosophie und Ethik an der Columbia University erworben hatte, ging Leiper 1918 als Missionar nach China, wo er bis 1922 blieb. Während dieser Zeit lernte er den jungen Mao Zedong kennen, der zeitweise als sein Bibliotheksassistent in Peking arbeitete.
1930 wurde Leiper geschäftsführender Sekretär (executive secretary) der amerikanischen Sektion des Ökumenischen Rates für praktisches Christentum (Universal Christian Council for Life and Work) sowie Sekretär der Abteilung für die Pflege der Beziehungen zu Kirchen im Ausland des Nationalrates der Christlichen Kirchen in Amerika (secretary of the Department of Relations with Churches Abroad of the Federal Council of Churches of Christ in America). In dieser Eigenschaft unternahm er 1933 und 1934 zwei längere Reisen nach Deutschland, um sich dort ein Bild der Situation der Kirchen bzw. der Gläubigen unter der Herrschaft der Nationalsozialisten zu machen, und traf 1933 u. a. den Reichsbischof Ludwig Müller. In den folgenden Jahren galt Leiper als eine führende Koryphäe für die Lage der Kirche in Deutschland sowie – später – in den weiteren unter nationalsozialistische Herrschaft geratenen Ländern. Nach seiner Rückkehr verfasste er eine von den Friends of Europe herausgegebene Broschüre über die Repression der Kirchen in Deutschland.
In den folgenden Jahren nutzte Leiper seine Stellung als Sekretär des Ökumenischen Rates, um die Arbeit der Bekennenden Kirche in Deutschland zu unterstützen. Neben organisatorischen Hilfsleistungen besorgte er die Übersetzung der Autobiographie von Martin Niemöller ins Englische. Im Frühjahr 1939 holte er auf Bitten von Reinhold Niebuhr den jungen Theologen Dietrich Bonhoeffer nach New York, um diesen – da er in Deutschland in die politische Schusslinie zu geraten drohte – für eine Weile aus dem Brennpunkt der dortigen Ereignisse zu holen.
Demzufolge geriet Leiper auf die Schwarze Liste der nationalsozialistischen Polizeiorgane: Im Frühjahr 1940 wurde er auf die Sonderfahndungsliste G.B. gesetzt, ein Verzeichnis von Personen, die im Falle einer erfolgreichen deutschen Invasion Großbritanniens durch die Sonderkommandos der SS-Einsatzgruppen mit besonderer Priorität ausfindig gemacht und verhaftet werden sollten.
Von 1938 bis 1952 amtierte Leiper als beigeordneter Generalsekretär (Associate General Secretary) des World Council of Churches (WCC), des provisorischen (und ab 1948 definitiven) Ökumenischen Rates der Kirchen. In dieser Stellung vertrat er die Idee von Weltfrieden und einer Entspannungspolitik unter den verschiedenen Nationen und politischen Ideologien. Von 1948 bis 1952 gab er zudem das Organ der Ökumene Ecumenical Courier heraus.
Von 1945 bis 1948 war er zunächst ökumenischer und dann Außensekretär des Federal Council of Churches. Von 1952 bis 1959 war Leiper geschäftsführender Sekretär des Rates für Missionsarbeit (Congregational Christian Church's mission council).
1915 heiratete Leiper Eleanor Lansing Cory. Aus der Ehe ging der Sohn Hal Leiper (1918–1960) und die Tochter Carrell Leiper (1916–2007) hervor.

## Auszeichnungen
1935 erhielt Leiper die Ehrendoktorwürde des Amherst College und 1938 den Preis der Verbindung PiLambdaPhi für Toleranz.

## Schriften
- Personal View of the German Churches under the Revolution. A Confidential Report based on Intimate personal Contact with the Leaders on both Sides of the Church and State Controversy in the Third Reich, 1933.
- The Church-State Struggle in Germany: A Personal View Based on Two Months' Intimate Contact with the Situation in Europe During August and September, 1934, 1935.
- Christ's Way and the World's, in Church, State and Society, 1936.
- World Chaos or World Christianity, 1937.
- From U-Boat to Pulpit, 1937. (Übersetzer)
- Pilgrimage to Amsterdam, 1947.
- Churchmen who defy Hitler, 1947.
- Blind Spots. Experiments in the Self-Cure of Race Prejudice, 1948.
- Relations Between the Ecumenical Movement and the Vatican in the Twentieth Century. Memorandum, 1950.